# گرگوری آبو
گرگوری آبو (انگلیسی: Grégory Habeaux؛ زادهٔ ۲۰ اکتبر ۱۹۸۲ ‏(۴۲ سال)) دوچرخه‌سوار اهل بلژیک است.
از باشگاه‌هایی که در آن بازی کرده‌است می‌توان به دابلیوبی ورانکلاسیک آکوا پروتکت و وانتی–گروپ گوبر اشاره کرد.